# フローレンス市営空港
フローレンス市営空港（英: Florence Municipal Airport） (FAA LID: 6S2)は、アメリカ合衆国オレゴン州レーン郡のフローレンス市にある公共空港である。